# Damalina hirtipes
Damalina hirtipes là một loài ruồi trong họ Asilidae. Damalina hirtipes được Meijere miêu tả năm 1914. Loài này phân bố ở miền Ấn Độ - Mã Lai.